# Klaatu (podcaster)
Klaatu, también conocido como notKlaatu, es un periodista de tecnología, hacker, podcaster, artista multimedia, activista y divulgador del software de código abierto. En 2007, Klaatu publicó el podcast «The Bad Apples» y desde 2008 contribuye con frecuencia a Hacker Public Radio, donde hasta agosto de 2020 había aportado 240 episodios. Asimismo, graba episodios para su podcast personal GNU World Order y participa en otros como Kernel Panic Oggcast. Cada año asiste a convenciones tecnológicas donde suele hacer presentaciones sobre temas multimedia. Nació en Estados Unidos y en 2014 se mudó a Nueva Zelanda.

## Nombre

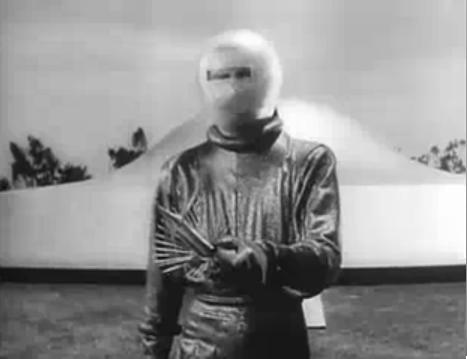
Klaatu interpretado por Michael Rennie en 1951.

Klaatu  es el personaje principal de la película El día que la Tierra se detuvo (1951) dirigida por Robert Wise. En 2008 se lanzó la versión El día que la Tierra se detuvo dirigida por Scott Derrickson. Klaatu es un extraterrestre que viene a la Tierra en una sonda para exploración planetaria y solicita hablar con los líderes mundiales. En la película es célebre la frase «Klaatu barada nikto»  que funciona como una «palabra de seguridad» (lo que los ingleses denominan safeword).
Klaatu también es un personaje de La guerra de las galaxias (Star Wars) en El retorno del Jedi (1983). Era uno de los «kadas sa nikto» con deudas de juego que trabajaba para Jabba el Hutt. Era el ayudante de Barada y se encargaba de arreglar los esquifes. El personaje es un homenaje al de la película El día que la Tierra se detuvo (1951).
El podcaster Klaatu también hace un homenaje al personaje cinematográfico.

## Historia

### Primeros podcast
Klaatu inició en el 2007 su carrera con el podcast The Bad Apples, dirigido a los entusiastas del Apple Macintosh. Los primeros episodios estaban enumerados al revés, ya que consideraba que la primera temporada era de práctica. Anunció que en su episodio 20 decidiría entre renunciar al podcast o continuar; enumerando así, el episodio veinte como episodio cero. Dedicó las primeras emisiones al software de código abierto y las alternativas al sistema operativo Mac OS.
Apareció dos veces como invitado en el podcast Linux Reality, con tutoriales de GIMP y Ardour y en 2008 comenzó a contribuir en la plataforma de podcast colaborativo Hacker Public Radio.

### «The Bad Apples»
«The Bad Apples» (Las manzanas podridas) fue un podcast que inició en 2007 con el objetivo de lanzar 20 episodios y evaluar el resultado para decidir su continuidad.
El 29 de noviembre de 2007 renombró el episodio 20 como 0 y comenzó su carrera como «podcaster» y entusiasta de Linux.
Aunque el programa comenzó como un apoyo entusiasta al Macintosh pronto se convirtió en anti-Apple. En diciembre de 2007 Klaatu comenzó su segunda temporada instalando el sistema operativo Linux Fedora 8  en un ordenador portátil Apple Macintosh iBook G4.
En diciembre de 2007 comunicó a Apple en su foro «discussion.apple.com» una vulnerabilidad en el disco virtual iDisk y Apple la borró.
Sus tutoriales y comentarios tendieron a centrarse en Slackware y Fedora y en menor medida en Ubuntu.
Klaatu hizo apariciones públicas en convenciones tecnológicas para compartir su conocimiento sobre la producción multimedia.
En 2007 hizo una presentación en el Barcamp de Los Ángeles y otra en la sexta Southern California Linux Expo.
Hacia mitad de su tercera temporada, Klaatu anunció que no lanzaría más episodios en el formato mp3 por su licencia propietaria, renombraría su programa como Oggcast y lo haría disponible solo en el códec libre ogg vorbis.

### «GNU World Order»
El 3 de octubre de 2011  inició el podcast GNU World Order como un programa de audio en internet sobre GNU, Linux, UNIX, y otros asuntos técnicos para «geeks».
Todos sus episodios se emiten en el formato abierto ogg y no están disponibles como mp3 por su oposición a la utilización de formatos propietarios.
Su sitio web afirmó que su programa era el primer verdadero «oggcast» (podcast en formato de audio libre ogg). Para las personas con ancho de banda limitado añadió más tarde una versión del formato libre speex.
Este movimiento se extendió a una red de programas solo-ogg llamada Oggcast Planet, en la que Klaatu permanece como miembro. En 2014 se mudó de Estados Unidos a Nueva Zelanda. A mediados de 2014 comenzó a usar la distribución de teclado Dvorak. En 2018 comenzó a probar y explicar todos los paquetes disponibles en Linux Slackware.

### «Hacker Public Radio»
«Hacker Public Radio» es una plataforma de podcast en la que cualquier usuario puede grabar un episodio que sea de interés para «hackers».
El primer episodio que Klaatu aportó a «Hacker Public Radio» fue el número 26. Fue emitido el 4 de febrero de 2008 y tenía una duración de 19 minutos.
Klaatu realiza sus aportaciones con mucha frecuencia y son más extensas que la mayoría de usuarios. Hasta agosto de 2020 había aportado 240 episodios de los 3150, lo que suponía un 7% del total.

### Apariciones como invitado
Klaatu participó en numerosos pódcast relacionados con Linux, incluyendo:
- mintCast[21]
- Linux in the Ham Shack[22]
- The Linux Link Tech Show[23]
- KDE and the Masters of the Universe[24]
- Linux Reality
- Linux for the Rest of Us

## Software y proyectos comunitarios
Klaatu tiene un papel muy activo en la comunidad del software libre. Mantiene el proyecto de documentación Slackermedia dentro de Slackware Linux y un proyecto de recuperación de multimedia. Es autor de programas originales y derivaciones de otros existentes. Colaboró con opensource.com, Fedora, Slackware y Red Hat.

### «Trashy»
«Trashy» es una papelera virtual para la línea de comandos de Linux y Unix (CLI) para actuar de intermediario del comando rm. En un episodio de Hacker Public Radio y en el Episodio 0x05 del 20 de junio de 2007 de «The Bad Apples» expuso los peligros de enseñar el comando rm a los nuevos usuarios de Linux, un comando que borra de forma permanente e irreversible los ficheros, cuando la mayoría de los usuarios están acostumbrados a tener una papelera virtual o papelera de reciclaje que guarda los ficheros hasta que el usuario le dice específicamente al sistema que borre los ficheros.
Mientras que  Windows y Mac OS tienen software de terceros que permiten recuperar ficheros borrados, no hay un equivalente disponible para los usuarios de Linux. En un esfuerzo para mitigar el borrado de un fichero Klaatu escribió trash, un script BASH que mueve el fichero a una carpeta oculta que actúa de papelera, y el script empty que borra los ficheros de la carpeta papelera. Posteriormente actualizó el código para integrarlo con las papeleras gráficas de los entornos gráficos de escritorio GNOME y KDE.
Funciona con GNU Linux, freeBSD, netBSD, Solaris,  Open Solaris y macOS.
El programa es software libre bajo la licencia GPL3.

### «Screenwriter-mode»
«Screenwriter-mode» es una derivada (fork) de «screenplay-mode», un modo de GNU Emacs que permite formateo de guiones literarios, incluyendo una base de datos de personajes y localizaciones.
Klaatu anunció en GNU World Order que había decidido derivar «screenplay-mode» porque había escrito un parche (patch) para proporcionar elementos de transición y mejoras en los atajos de teclado y tras meses de intentos de comunicar infructuosamente con su autor original Vance L. Simpson.
Temiendo que los nuevos usuarios no podrían parchear el código, derivó «screenplay-mode» para crear «screenwriter-mode», que incluía los cambios en el código, un nuevo sitio web, un conjunto de scripts llamado «screenplay-tools» para ayudar a gestionar el guion, y se aseguró de que el programa continuaría siendo mantenido a medida que Emacs cambiara con el tiempo.

### «Shakerloops»
«Shakerloops» es una aplicación que periódicamente mueve el cursor para que el ordenador portátil no entre en modo de reposo.

### «Slackermedia»

Slackware.

Es un conjunto de documentación que proporciona al usuario la información necesaria para crear contenido multimedia en Slackware Linux.
El manual que Klaatu escribe y actualiza con cada nuevo lanzamiento de Slackware se distribuye gratuitamente bajo la licencia creative commons.

### «Multimedia Sprints»

GIMP.

Klaatu fue el director del proyecto de recopilación de contenido artístico libre en internet que pudiera ser usado por artistas que usen Linux. Su razonamiento fue que si los productos multimedia de compañías como Adobe Systems o Apple Inc. incluyen tipos de letras, texturas, patrones, vídeos y sampleados de música, los usuarios de Linux estaban en desventaja.
El equipo de «Multimedia Sprints» recopiló un gigabyte de contenido libre que Klaatu seleccionó, organizó y lanzó como una descarga libre. Los Hydrogen Drumkits son generados por un script de código abierto que Klaatu publicó como genhydro.py.
La versión 1 contiene 2455 tipos de letra libres, 23 bancos de sonido, 28 conjuntos de material digital recopilado, 302 pinceles para GIMP , 45 conjuntos de arte vectorial, conjuntos de iconos, fondos de pantalla y arte geek.
La versión 2 contiene 150 gigaSamples, 99 Hydrogen Drumkits, 11 tipos de letra libres, 100 patrones embaldosables, 29 pinceles GIMP, 50 mejoras GIMP (incluyendo anitools, GIMPressionist filters, gradientes y paletas de color), 6 conjuntos de iconos, fondos de pantalla y arte geek.

### «Unixport»
Klaatu fundó y mantiene un sitio web que muestra fotos de escritorios Linux.
El sitio lo alimenta la comunidad de usuarios, que mandan instantáneas aleatorias de sus escritorios. Para facilitar el proceso, el programador Sigflup contribuyó con un programa para la línea de comandos llamado «yesplz» para tomar la foto y subirla a la cuenta del usuario.

### «Petition»
Klaatu creó y comercializó el juego de rol de cartas «Petition». La parte artística la realizó Nikolai Mamashev. Para dominar las culturas vecinas los jugadores hacen sacrificios a cuatro dioses de la fantasía o actúan como paganos. Deben calcular el riesgo y el fanatismo mortal de sacrificar ciudadanos.

### «Lua on the Raspberry Pi»
Klaatu escribió el libro «Lua on the Raspberry Pi» para establecer un entorno de desarrollo de juegos basados en la Raspberry Pi y desarrollar un juego en el lenguaje Lua, que era muy popular en los principales entornos de juegos.

## Música

### «Fat Chance Lester»
La música para los podcast «The Bad Apples» y «Gnu World Order» es un rock experimental, que Klaatu atribuye a la banda que llama «Fat Chance Lester». Afirma que Fat Chance Lester era una banda activa en la ciudad de Nueva York hasta que «se perdió trágicamente en el Triángulo de las Bermudas» y que él tiene la única copia de sus grabaciones. Los miembros de la banda son John P. (guitarras), Miles (bajo), Kenny (percusión), Joey Murphy (guitarra solista) y Cetx (sintetizador).
Durante la quinta temporada de su programa Klaatu comenzó a lanzar la música que usaba como el tema introductorio, de cierre y transiciones. Hasta septiembre de 2017 había lanzado siete álbumes con su sistema multimedia Slackermedia. La música es una mezcla de rock, música ambiental, King Crimson y la banda Yes, que es mencionada como una influencia e inspiración.

## Vida personal

Red Hat.

Python.

Teclado Dvorak.

Nació en Estados Unidos y en 2014 se mudó de Estados Unidos a Nueva Zelanda.
Es extraordinariamente locuaz y puede articular sus pensamientos sobre la marcha para producir programas de forma muy prolífica.
Es muy aficionado a los juegos de rol con cartas (role-playing game RPG, tabletop gaming) y ha realizado muchos programas sobre ellos.
Klaatu diseñó y produjo el juego de rol de cartas «Petition».
Edita y produce libros electrónicos.
Emacs es su editor de texto favorito y le dedicó una serie de programas.
Desde sus primeros episodios en «Hacker Public Radio», Klaatu se denomina anarquista y presenta a «GNU World Order» como un podcast anarcosindicalista, antifascista y en pro de los derechos humanos, mostrando solidaridad con toda la gente de color, de las comunidades marginadas y los oprimidos del planeta.
Sus intereses principales son el software libre, GNU, Linux, UNIX y asuntos de «geeks».
En 2010 realizó una serie sobre el «camping urbano» entendido como alojamiento no convencional, —«coach surfing», furgonetas, hostales de jóvenes, escaleras de edificios—, que permite no apegarse a las posesiones, reducir el consumo, vivir de forma eficiente con menos recursos y tener mayor movilidad. Durante unos meses vivió en una furgoneta. Otra temporada vivió en la oficina de su trabajo. Se hizo socio de un gimnasio para usar sus duchas y armarios. Sus pertenencias cabían en cuatro mochilas. Trabajó un tiempo en una panadería y comía los productos que iban a tirar. Trabajó en empleos temporales y «free lance». Usó ingeniería social para conseguir pequeños trabajos. Pasaba muchas horas en cafés, bibliotecas, escuelas públicas y parques. Trabajó en empresas audiovisuales y enseñando programación en escuelas.
Sus proyectos se distribuyen con licencias de código abierto o copyleft. Desde 2011 sus podcast solo están disponibles en formatos de audio de código abierto.
Es experto en Kdenlive, Emacs, Python, Lua, Bash, Git, Docbook y Qtractor. Fue colaborador de Fedora, Slackware y Red Hat.  Desde 2014 usa para escribir la distribución de teclado Dvorak, que es mucho más ergonómica y eficiente que la QWERTY.
Es muy aficionado al café y en muchos de sus programas hace una pausa para tomar café para la que creó una música específica.

## Apariciones en público y artículos
- SCaLE 6x - Entrevista con Klaatu (2008).
- Presentación de Klaatu en BarCampLA4 (2007) - Video Codecs
- Cheating Final Cut Express (2008)
- Log and Capture Workflow for Final Cut (2007)
- Exporting from Final Cut Pro for iPod (2007)
- Normalize Audio - Linux Format Magazine
- Artistic Workflows on Free Software - Issue 1.2, Libre Graphics
- Ownership and New Commerce - Anarcho Buddhist Collective

- Lua and LÖVE for Beginning Game Developers - Seth Kenlon, Opensource.com Conferencia para desarrolladores de juegos en Lua y LÖVE.
- Game development with Lua, for Beginners Introducción a la programación en Lua y LÖVE.